# Виринниця двостатева
Виринниця двостатева, виринниця осіння (Callitriche hermaphroditica) — вид трав'янистих рослин родини подорожникові (Plantaginaceae), поширений у більш холодній частині Північної півкулі. Етимологія: лат. hermaphroditica — «гермафродитний»

## Опис
Рослини повністю занурені у воду. Білуваті розгалужені стебла, як правило, довжиною від 10 до 60 см і товщиною близько 1 мм, голі, лише в пазухах листків є листкове волосся. Листові пластинки язикоподібні або звужені від основи, 5.5–15.3 × 0.6–1.8 (2.2) мм, напівпрозорі, одножильні. Квіти без віночка й приквітків, поодинокі, тичинкові квіти й гінецейні, розміщені по 1 або обидва в пазухах; пиляки (0.1)0.2–0.6 × 0.2–0.7 мм, ниркоподібні, напівпрозорі; пилкові зерна безбарвні, 20–30 × 20–30 мкм, гладкі. Плоди круглі або еліптичні, темно-коричневі коли зрілі, 1.2–2.4 × 1.2–2.9(3) мм; 4 напівплодики розходяться, таким чином, зверху плоди видаються хрестоподібними. Напівплодики мають крила шириною в середньому від 0.1 до 0.3 мм. 
Запилення і дозрівання плодів відбувається під водою. Рослини в основному запилюються пилком з іншої квітки того ж рослини або рідше пилком з іншої рослини. Рослини можуть розмножуватися вегетативно або насінням.

## Поширення
Азія (Росія, пн. Китай); Європа — особливо вище 50° північної широти; Північна Америка (Гренландія, Канада, США). Населяє мілкі застійні й повільні, багаті поживними речовинами води, такі як озера, водосховища і річки; можуть рости в солонуватій воді й гирлах річок. Рослини не пристосовані для просушування.
В Україні зростає в озерах, стоячих водоймах і повільних річках, нерідко утворює значні підводні зарості — майже по всій Україні спорадично; в Криму, сумнівно.

## Галерея

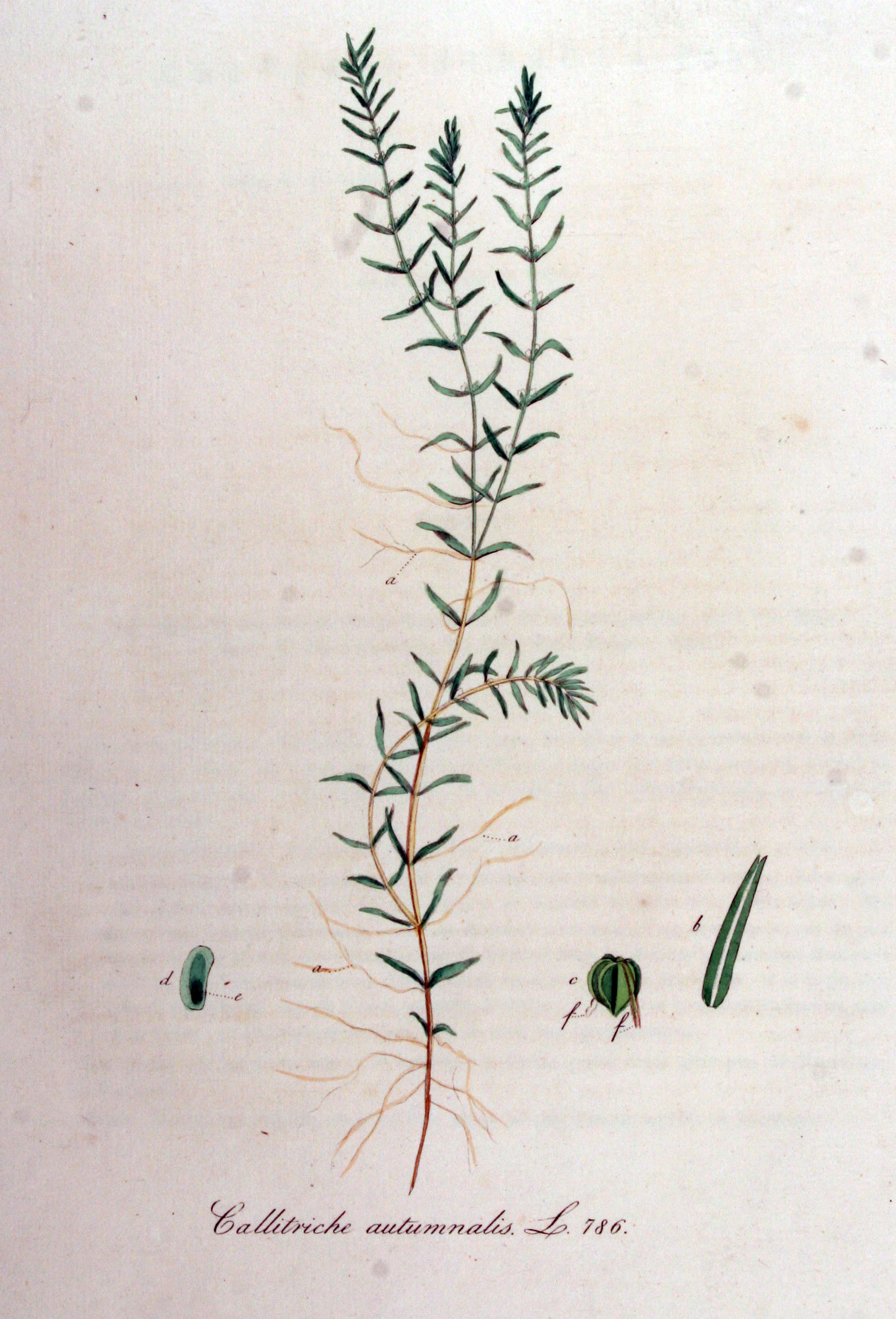